# Maienfeld
Maienfeld (rätoromanisch Maiavillaⓘ) ist eine Gemeinde im Schweizer Kanton Graubünden. Der von Rebbergen umgebene Ort liegt am Fuss des Falknis in der Bündner Herrschaft, die Teil der Region Landquart ist. Im Roman Heidi von Johanna Spyri ist es der Ankunftsort der Protagonistin in der Schweiz.

## Geographie

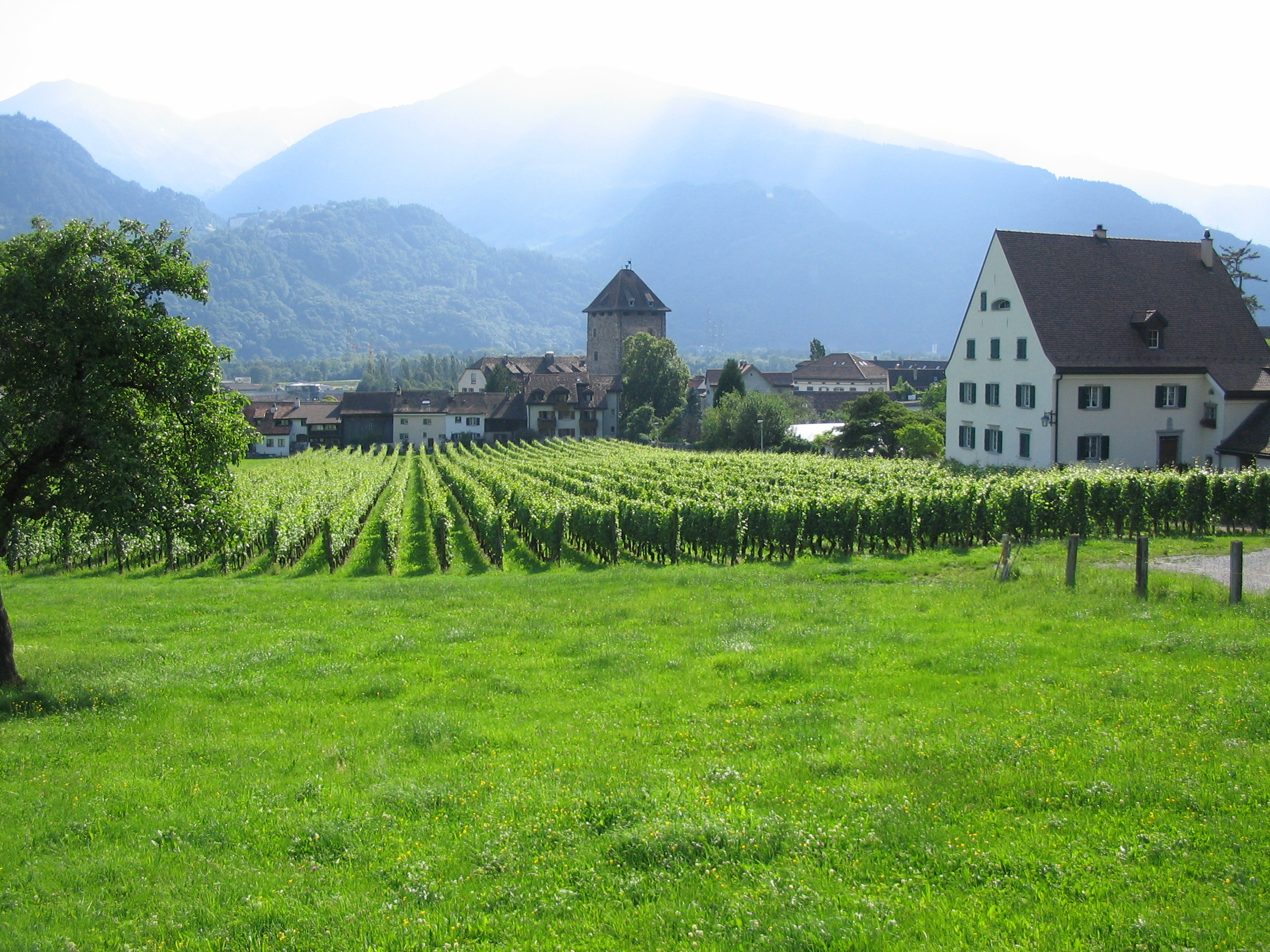
Schloss Brandis

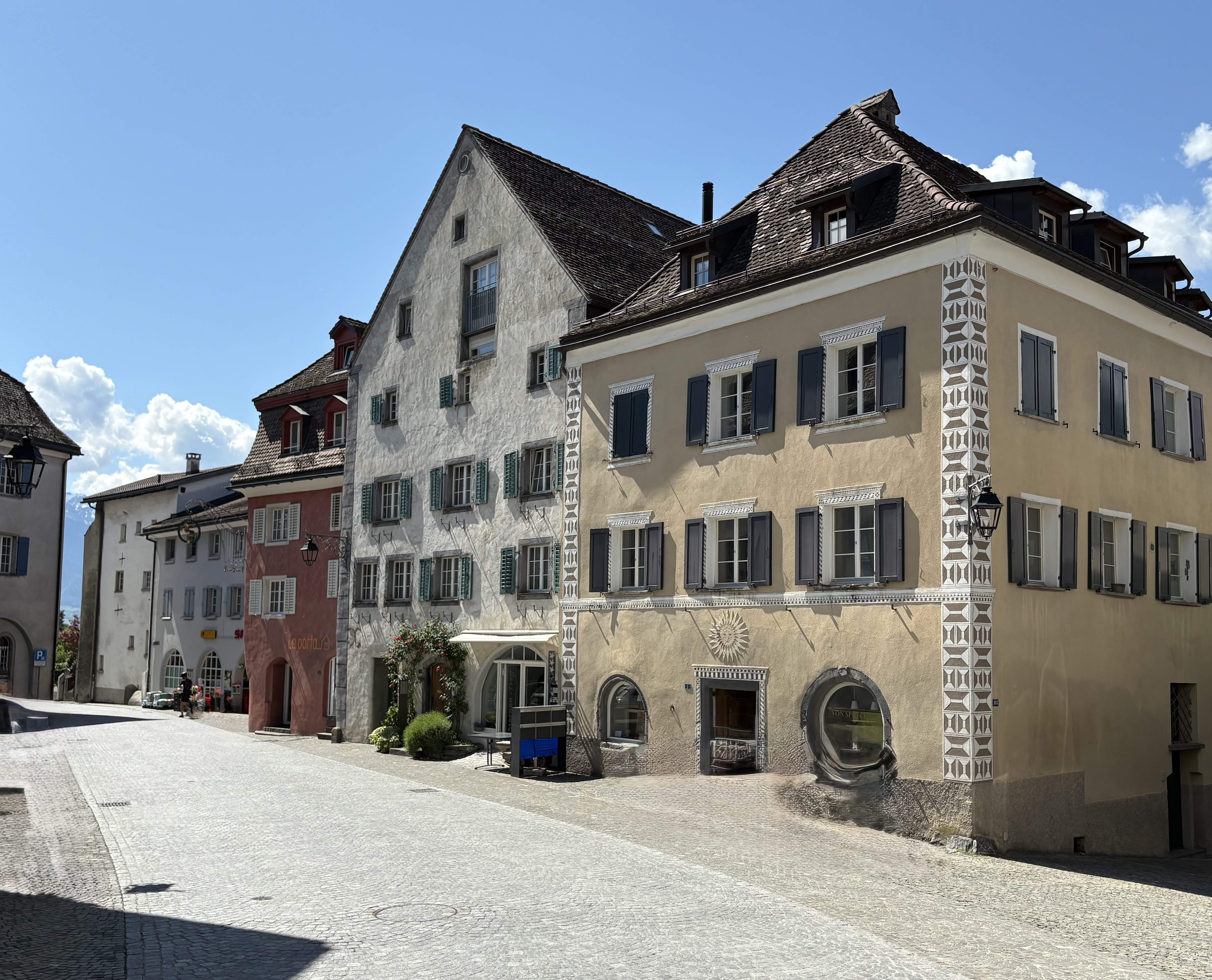
Ortskern

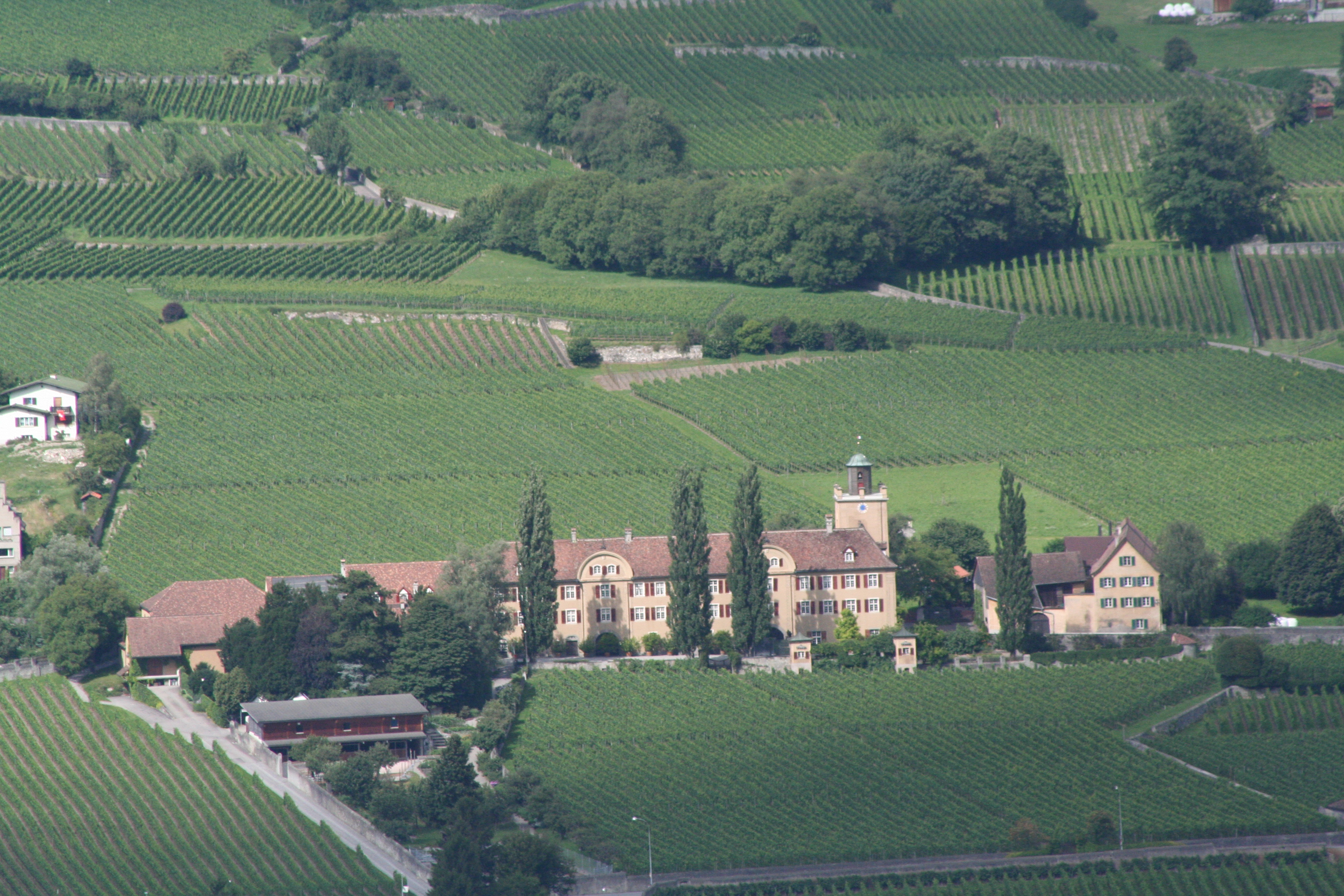
Schloss Salenegg

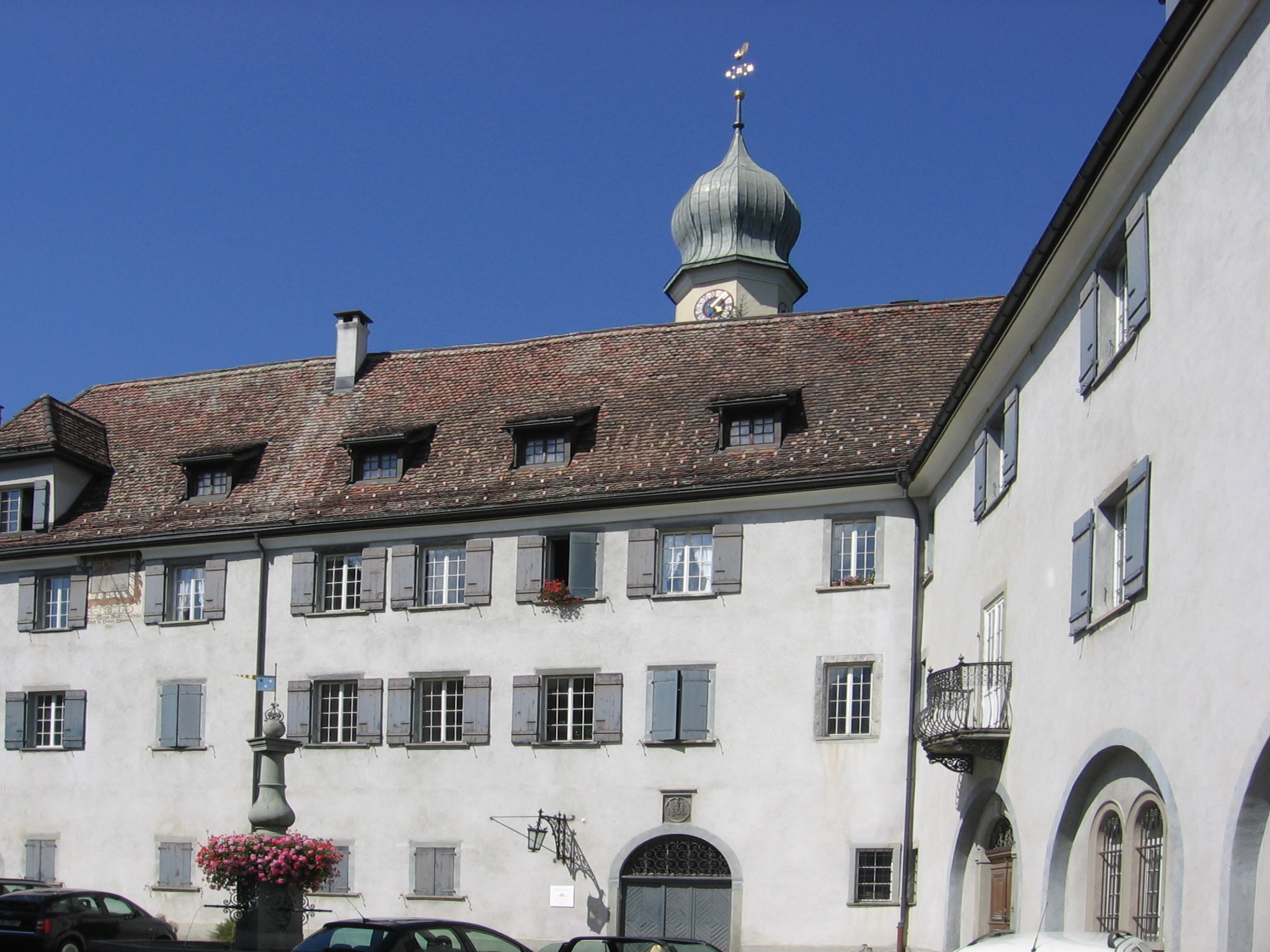
Sprecher-Hof

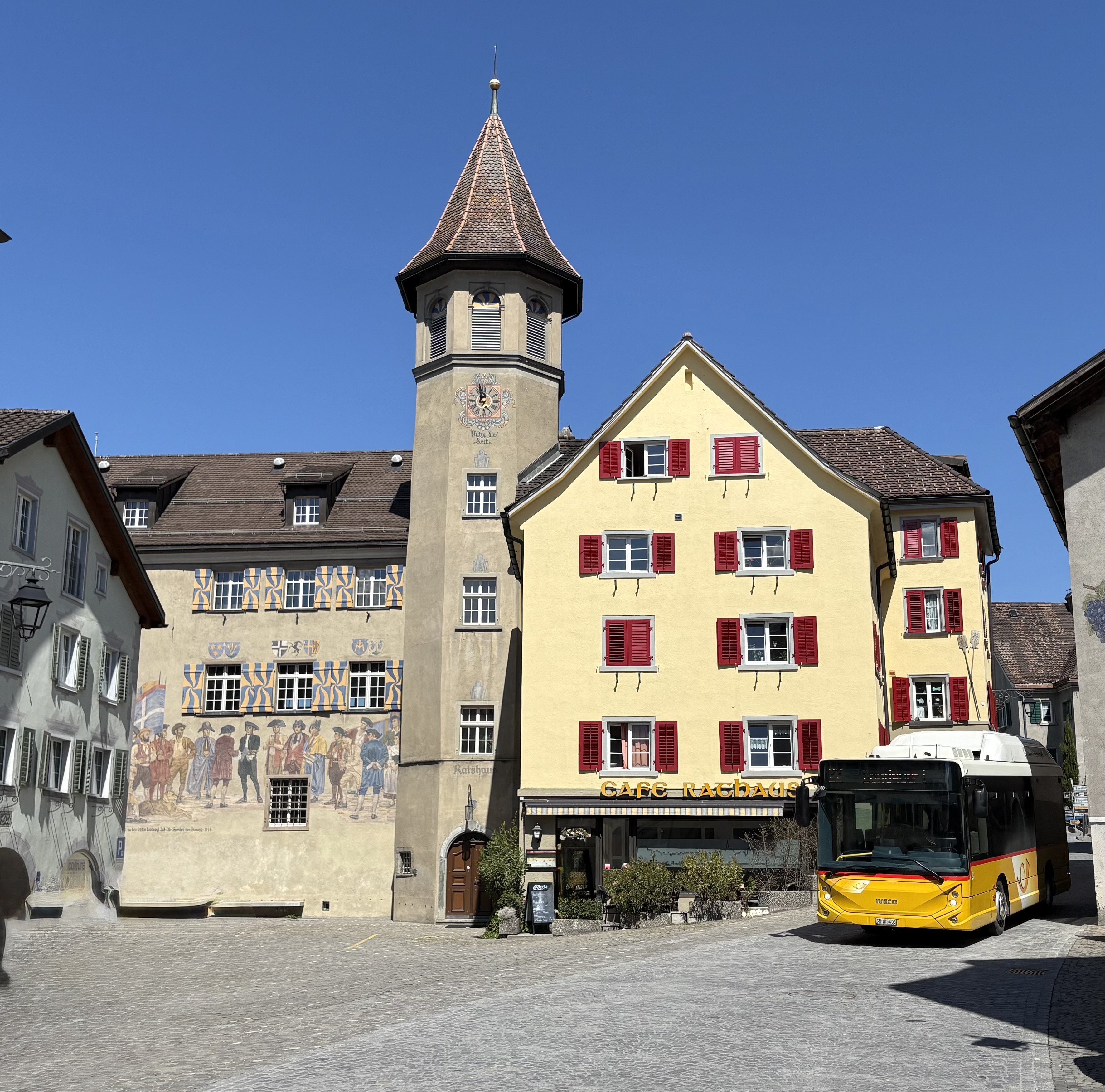
Zentrum mit dem Rathaus

Historisches Luftbild aus 400 m von Walter Mittelholzer von 1924

Maienfeld liegt acht Kilometer südöstlich von Sargans im unteren Churer Rheintal und wird auch «die dritte Stadt am Rhein» genannt. Das Gemeindegebiet grenzt im Westen an die Gemeinde Bad Ragaz (Kanton St. Gallen), im Westen und Norden an Gebiete der Gemeinde Fläsch (Kanton Graubünden), im Norden an Gebiete der Gemeinden Balzers, Triesen und Schaan (Fürstentum Liechtenstein), Nenzing (Österreich), im Osten an die Gemeinde Seewis im Prättigau, im Südosten an die Gemeinden Jenins und Malans, im Süden an Gebiete der Gemeinden Landquart und Zizers.
Der Ort liegt auf der rechten Talseite des Rheins am Fuss des Falknis und besteht aus dem Städtchen, Bovel, Rofels und St. Luzisteig. Diese ist ein Passübergang ins Fürstentum Liechtenstein mit der Festung St. Luzisteig aus dem 18. Jahrhundert, die heute noch als Kaserne der Schweizer Armee genutzt wird. Die alte Walsersiedlung Stürfis wurde 1633 aufgegeben und in eine Alp der Stadt Maienfeld umgewandelt, die Bewohner nach Rofels umgesiedelt. Die Walsersiedlung Guscha war bis 1969 bewohnt, als die zwei letzten ansässigen Familien nach dem Verkauf des Landes an die Armee als Übungsgelände wegzogen. Zwischen Maienfeld und Jenins liegt das Bachbett der Teilerrüfi.
Vom gesamten Gemeindegebiet von 3237 ha sind 1433 ha landwirtschaftliche Nutzflächen. Der grösste Teil davon besteht aus Ackerland und Maiensässen (737 ha), doch dienen 122 ha dem Reb-, Obst- und Gartenbau. 1034 ha des Gemeindeareals sind von Wald und Gehölz bedeckt. Nebst 596 ha unproduktiver Fläche (meist Gebirge) werden 174 ha als Siedlungsfläche genutzt.
Bis zum 23. Oktober 1977 bestand eine sogenannte Kommunanz in Form des Gemeinschaftsgebietes Maienfeld-Fläsch, das den Gemeinden Fläsch und Maienfeld gemeinsam gehörte.

## Geschichte
Auf Gemeindegebiet wurden prähistorische Funde gemacht. Erstmals erwähnt wird Maienfeld im 4. Jahrhundert als Magia auf der Peutingerschen Tafel, 801–805 als Lupinis. Magia war wohl römische Station an den historischen Strassen im Rheintal, an der Verzweigung des Wegs nach Zürich (Turicum) und Bregenz (Brigantium).
Zentrum der Herrschaft Maienfeld war das im 13. Jahrhundert auf Eigengut durch die Herren von Aspermont erbaute Schloss Brandis, damals Schloss Maienfeld genannt. Es kam von 1342 bis 1355 an die Herren von Windegg und ab 1355 an Graf Friedrich V. von Toggenburg, welcher die Burg erweiterte und stark befestigte. 1437 kam die Herrschaft an die Freiherren von Brandis.
Das heutige Ortsbild ist geprägt durch Wiederaufbauten nach drei historischen Stadtbränden. Nach Angaben des Chronisten Ulrich Campell von 1570 zerstörte ein Grossbrand 1458 die Stadt gänzlich, ausser drei Privathäusern und den durch Graf Friedrich VII. von Toggenburg ausgebauten Schlosspalast. Weitere Brände erfolgten während der Bündner Wirren 1622 und danach 1720. Das heute sehenswerte Stadtbild zeigt noch Teile der ehemaligen Stadtmauer und die ausserhalb des alten Stadtkerns dazugebauten Palazzi sowie die in der Neuzeit errichteten Siedlungsbauten.
Das Stadtrecht ist 1434 erstmals dokumentiert, das Marktrecht lag jedoch bei Malans. Traditionell wird Maienfeld auch heute noch Stadt genannt, der zentrale Platz ist das «Städtli». Seit 1436 war Maienfeld Mitglied des Zehngerichtebunds, 1438 schloss es einen Stadtrechtsvertrag mit den Freiherren von Brandis. Diese waren von 1416 bis 1510 Landesherren von Maienfeld zusammen mit der Grafschaft Vaduz und der Herrschaft Schellenberg im heutigen Liechtenstein. 1499 wurde Maienfeld im Zuge des Schwabenkrieges von den Eidgenossen und Bündnern besetzt. Dabei gerieten die Freiherren in Gefangenschaft. 1510 kauften die Drei Bünde Maienfeld von den Freiherren von Brandis. Damit waren die Maienfelder einerseits als Mitglied des Zehngerichtsbundes Landesherren, anderseits aber Untertanen der Drei Bünde, da Maienfeld Teil einer «Gemeinen Herrschaft» der Drei Bünde mit Namen «Bündner Herrschaft» war. Da die Herrschaften Schellenberg und Vaduz an die Grafen von Sulz verkauft wurden, entstand die heutige Landesgrenze zwischen Liechtenstein und der Schweiz in der Nähe des St. Luzisteig. Maienfeld wurde zur Grenzstadt. 1803 kam es mit dem Beitritt der Drei Bünde zur Schweiz.
Ab dem 14. Jahrhundert wanderten Walser in der Umgebung der Stadt ein und gründeten mehrere Siedlungen, die als Walsergemeinde Berg Teil der Stadt wurden. Ihre Bewohner wurden erst Jahrhunderte später ins Stadtbürgerrecht aufgenommen. Zu diesen Siedlungen gehören Rofels, Bovel, Guscha, Stürfis und Vatscherin («Hölzli»), die beiden letzteren heute Wüstungen.
Maienfeld, bis zu diesem Zeitpunkt rätoromanisch, wurde im 16. Jahrhundert germanisiert. Die Reformation wurde schon 1529 eingeführt.
Nach dem Bau der Rheintallinie von St. Gallen nach Chur Mitte des 19. Jahrhunderts, kurze Zeit später mit Abzweigung nach Zürich, verlor die Stadt an Bedeutung für den Personen- und Güterverkehr. Die Funktion als regionales Zentrum ging an die nahegelegenen Orte Bad Ragaz, Sargans und Landquart über.

## Wappen
| Wappen von Maienfeld | Blasonierung: «In Blau drei (2:1) gestellte sechszackige goldene Sterne» |
| Wappen von Maienfeld |                                                                          |

## Bevölkerung
Von den 2432 Bewohnern am Ende des Jahres 2004 waren 2208 (= 91 %) Schweizer Staatsangehörige. Bei der Volkszählung 2000 gaben als Hauptsprache 92 % Deutsch an (häufigste Hauptsprache), 1,5 % Portugiesisch (zweithäufigste) und 1,5 % Rätoromanisch (dritthäufigste).
| Bevölkerungsentwicklung | Bevölkerungsentwicklung | Bevölkerungsentwicklung | Bevölkerungsentwicklung | Bevölkerungsentwicklung | Bevölkerungsentwicklung | Bevölkerungsentwicklung | Bevölkerungsentwicklung |
| ----------------------- | ----------------------- | ----------------------- | ----------------------- | ----------------------- | ----------------------- | ----------------------- | ----------------------- |
| Jahr                    | 1850                    | 1900                    | 1950                    | 2000                    | 2004                    | 2020                    | 2021                    |
| Einwohnerzahl           | 1232                    | 1240                    | 1568                    | 2368                    | 2432                    | 3005                    | 3078                    |

## Bildung

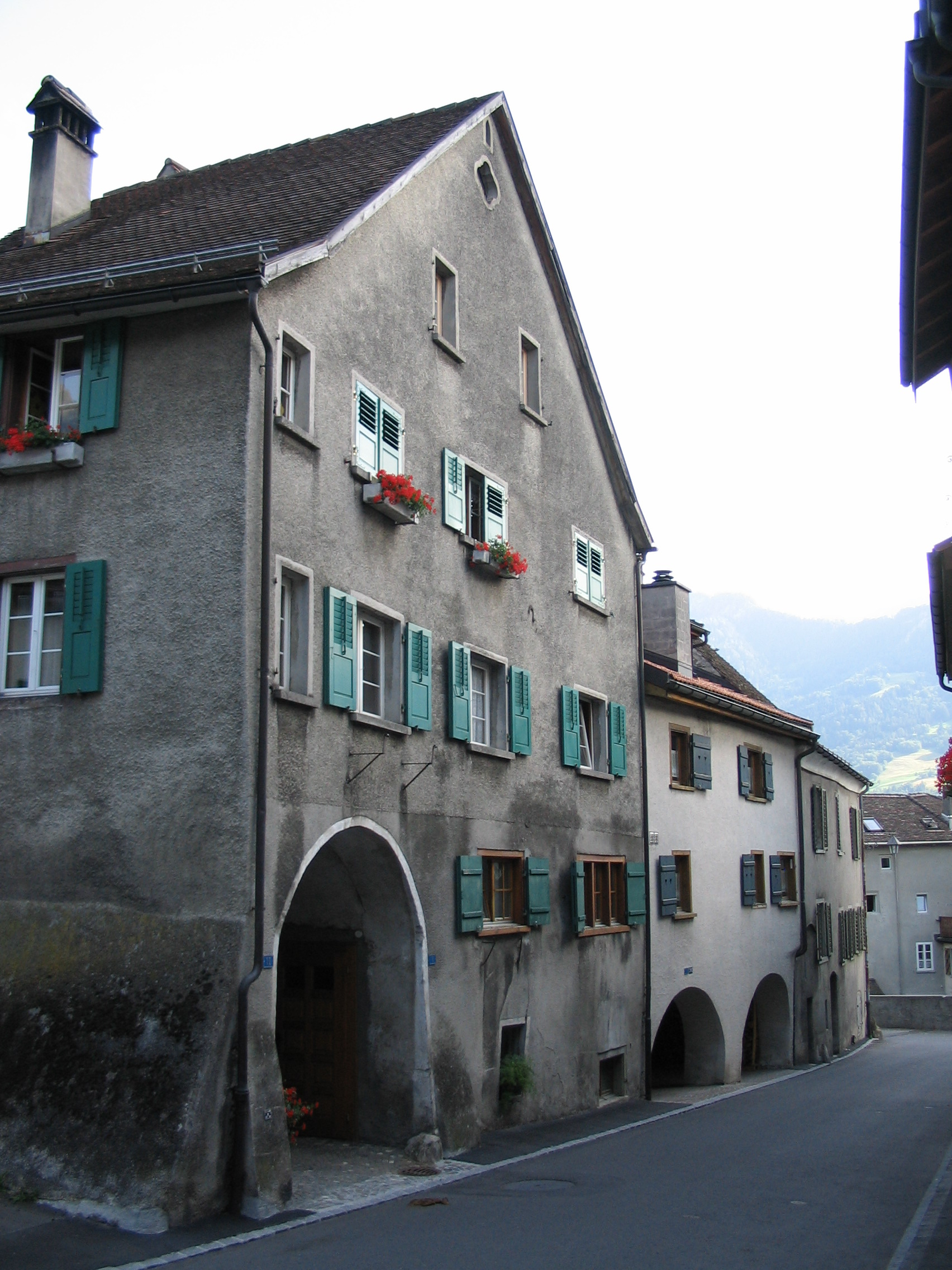
Vorstadtgasse

Maienfeld ist Standort einer Primarschule (1. bis 6. Schuljahr) für die Gemeinde Maienfeld sowie eines Kreisschulzentrums mit einer Sekundar- und Realschule (7. bis 9. Schuljahr) für die Gemeinden Fläsch, Maienfeld und Jenins (einstiger Kreis Maienfeld ohne Gemeinde Malans).
| Primarschüler | Kreisschüler | Kindergärtner |
| ------------- | ------------ | ------------- |
| 166           | 78           | 71            |

In Maienfeld liegt zudem das interkantonale Bildungszentrum Wald Maienfeld, in dem Fachleute für Wald und Landwirtschaft ausgebildet werden.

## Wirtschaft

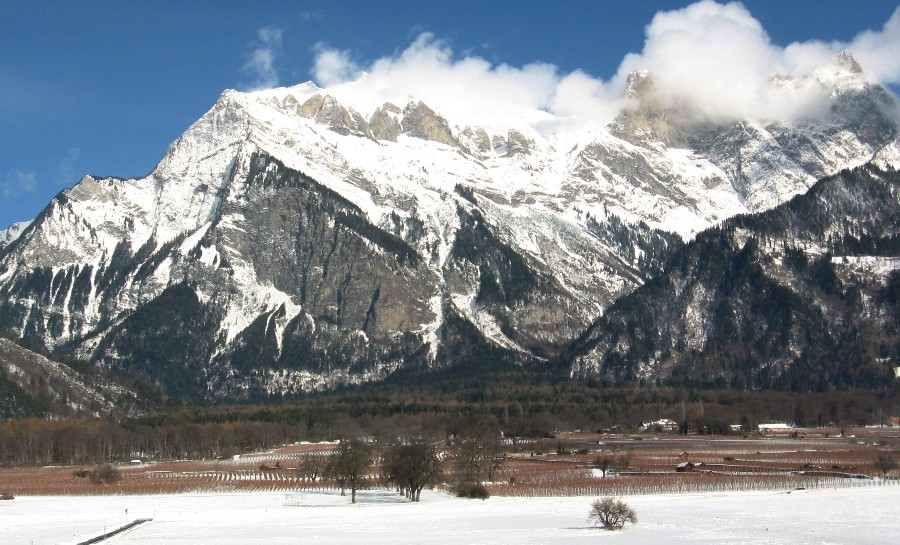
Über den Rebbergen der Falknis

Der Weinbau spielt seit alters her eine wichtige Rolle und ist der grösste Wirtschaftszweig. Das Weingut Schloss Salenegg gilt als ältestes noch bestehendes Weingut Europas. Hauptsorte ist der Blauburgunder (Pinot Noir), der früher unter dem Namen Beerliwein verkauft wurde; heute ist dieser Name nur noch selten zu finden. An zweiter Stelle folgt der Riesling-Silvaner, gefolgt von Weissburgunder (Pinot Blanc), Chardonnay und Grauburgunder (Pinot Gris). In Maienfeld wird eine Rebfläche von 108,9 ha bewirtschaftet (Graubünden total: 418,5 ha). Sie ist damit die grösste Weinbaugemeinde im Kanton Graubünden.
Die übrige Landwirtschaft besteht aus Ackerbau und Viehwirtschaft. Es gibt einige kleinere Industriebetriebe. Ein grosser Teil der in Maienfeld wohnhaften Arbeitsbevölkerung pendelt zur Arbeit in die nächstgelegenen grösseren Ortschaften resp. Städte wie bspw. Chur, Landquart, Sargans oder Bad Ragaz.

### Tourismus

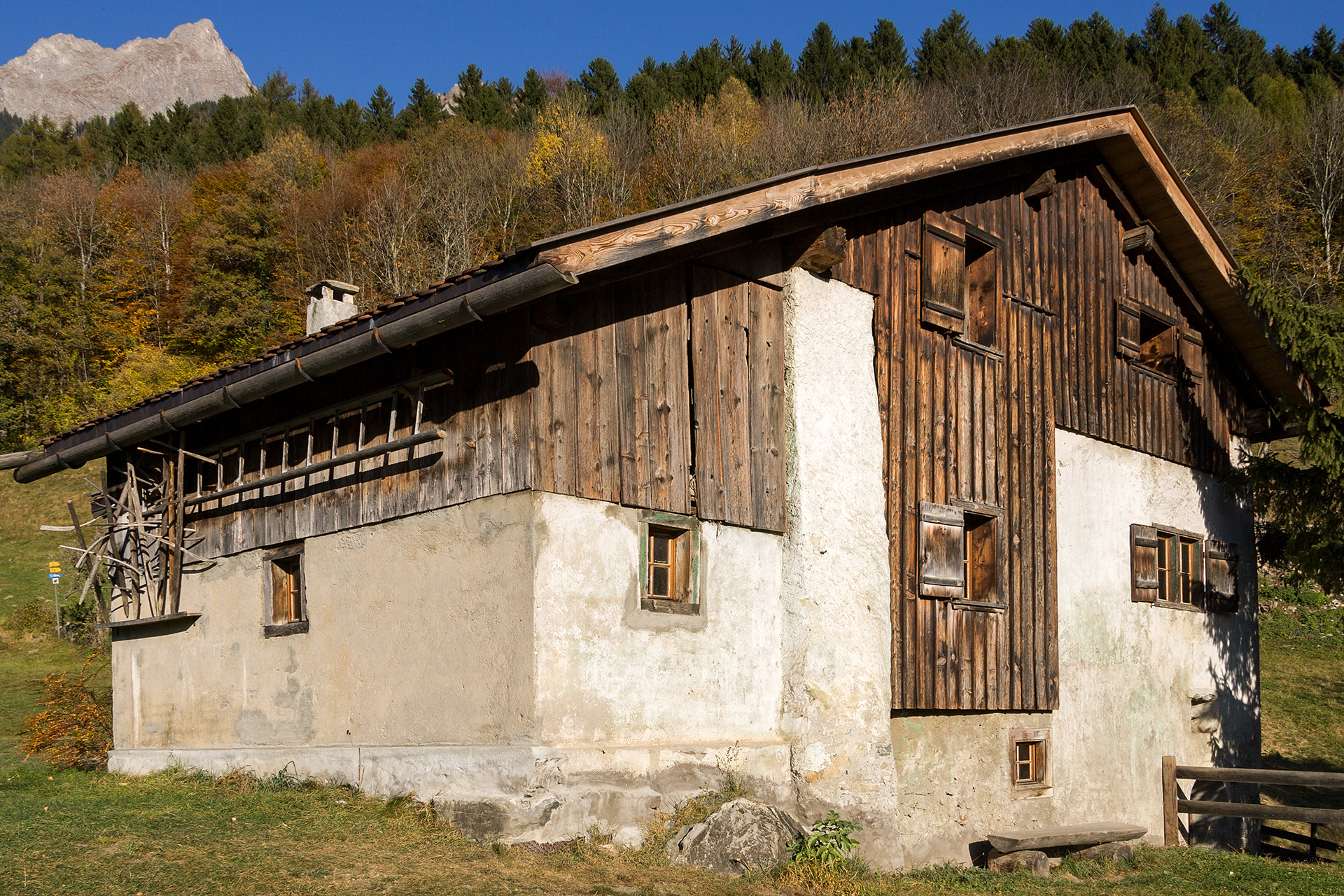
Sogenanntes Heidihaus

Seit der Roman Heidi von Johanna Spyri erschienen ist, gilt die Gemeinde als Heimatort dieser Romanfigur. Der Ortsteil Rofels wird oft auch als Heididörfli bezeichnet. Der Heiditourismus führt Touristen aus aller Welt in die Gemeinde. 500 Höhenmeter oberhalb des Städtchens liegt die «Heidialp» auf dem Ochsenberg.
Auf den «Hausberg» Falknis auf dem Gemeindegebiet von Fläsch und zahlreiche andere Berge in der Umgebung können Bergtouren unternommen werden.
Als wichtiger Ort der Bündner Herrschaft besuchen jährlich zahlreiche nationale und internationale Touristen sowohl die Altstadt als auch die nähere Umgebung inklusive der Maienfeld umgebenden Rebberge. Maienfeld verfügt über Beherbergungsmöglichkeiten unterschiedlicher Grösse.

### Sehenswürdigkeiten

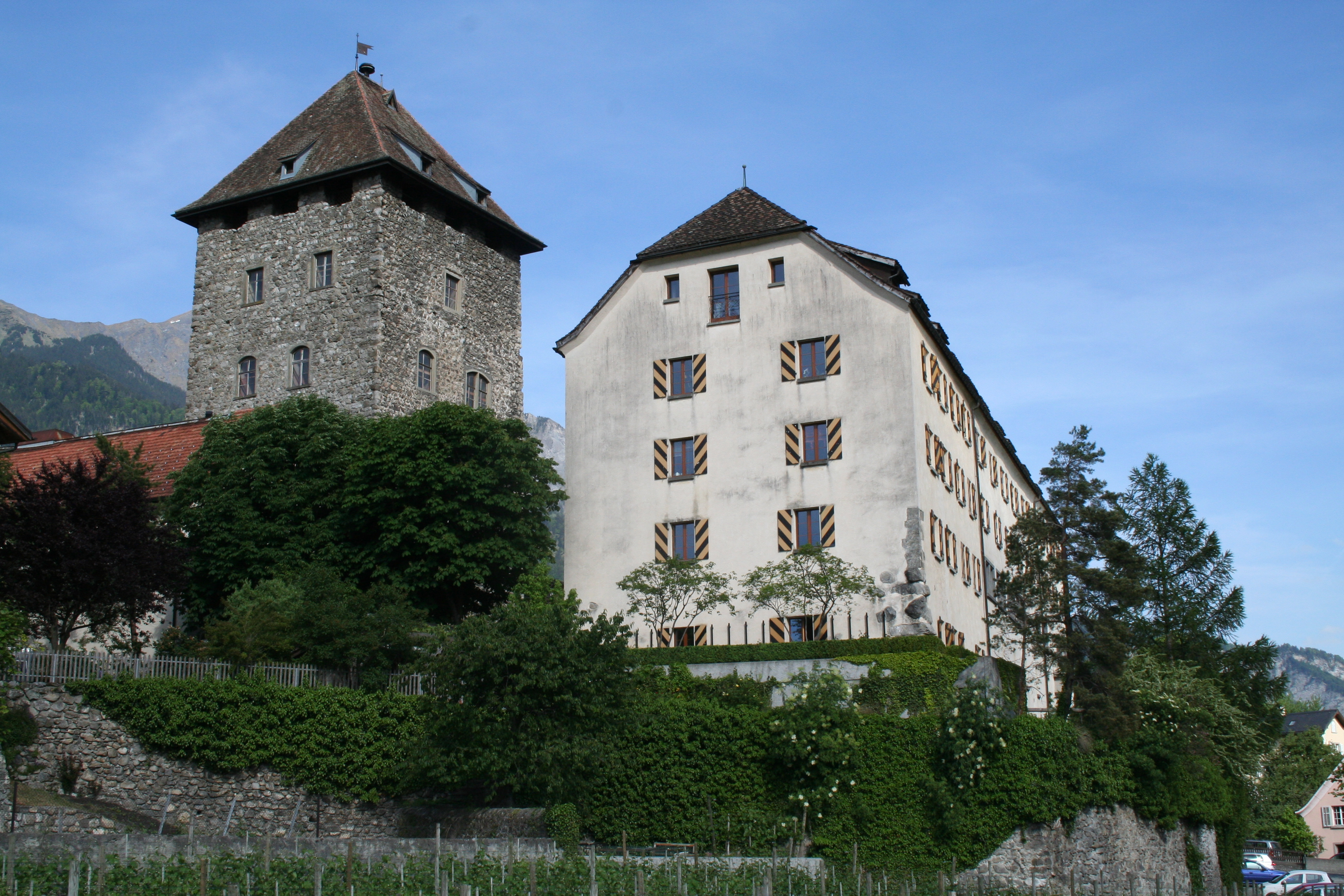
Schloss Brandis

Die Altstadt mit Resten der Stadtmauer, das Schloss Brandis (mit Bildern des Waltensburger Meisters) sowie das Schloss Salenegg sind im Inventar der schützenswerten Ortsbilder der Schweiz als von nationaler Bedeutung aufgeführt.
Inmitten des Stadtkerns steht die Amanduskirche, ein spätbarocker Bau aus den Jahren 1721–1724. Das Schloss Salenegg oberhalb von Maienfeld ist seit Jahrhunderten im Besitz der Familie Gugelberg von Moos. Weitere Herrensitze im Ortskern gehören bis heute den Bündner Adelsgeschlechtern von Salis (Salis-Haus, um 1650) und Sprecher von Bernegg. Letztere bewohnen den ehemaligen „Brügger-Hof“, heute „Sprecher-Hof“, den Andreas von Brügger (1588–1653), aus alter Churer Magistratenfamilie stammend und 1628 geadelt, als Pächter der Landvogtei Maienfeld (1630–37) erbaut hat. Er war Oberst in französischen Diensten, kämpfte in den Bündner Wirren gegen Österreich-Spanien und für die Rückeroberung des Veltlins und war Gesandter der Drei Bünde in Paris.
Eine naturkundliche Sehenswürdigkeit ist der jahrhundertealte Eichenwald nördlich des Städtchens (oberhalb der Siedlung Bovel).

### Verkehr

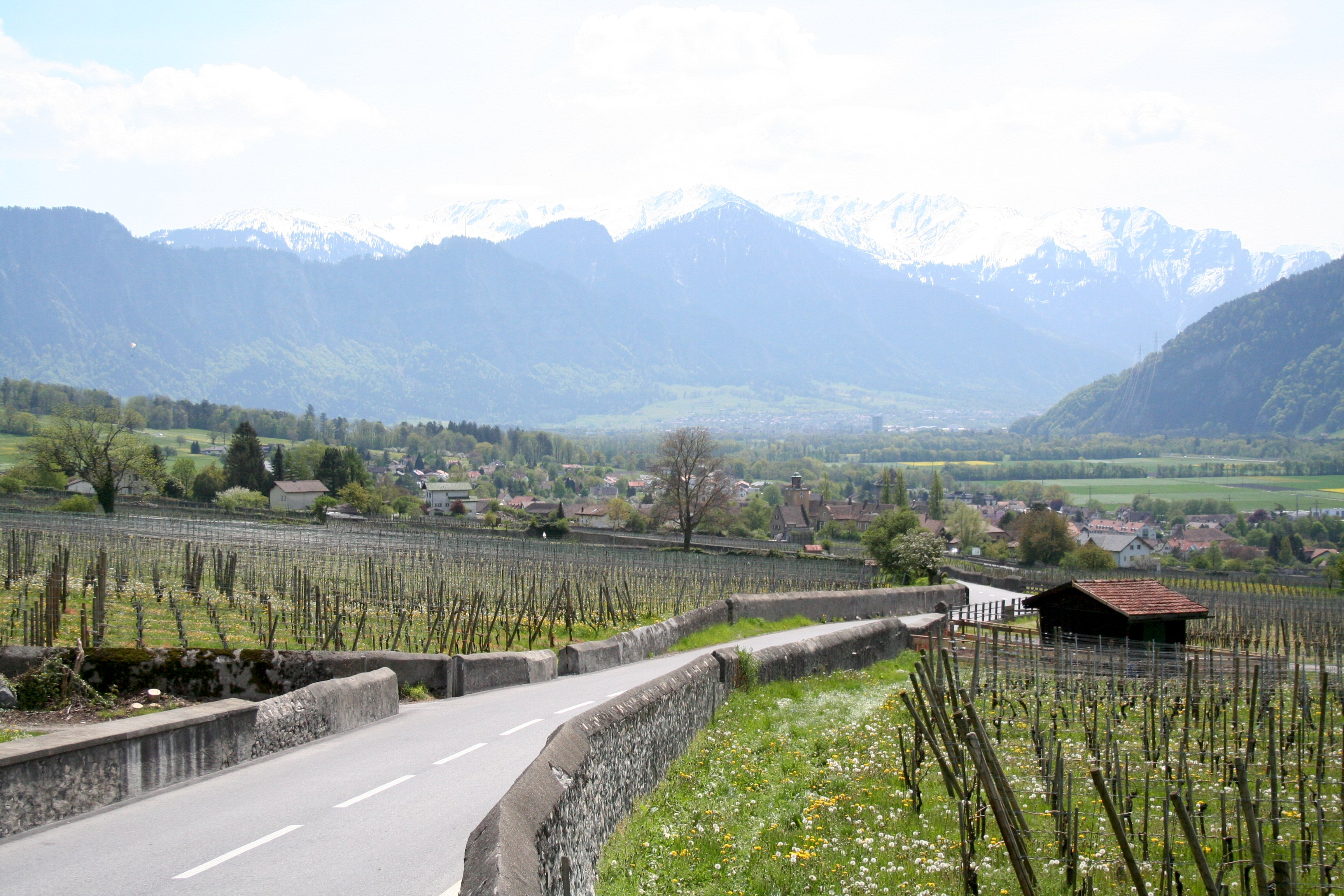
Bündner Herrschaft bei Maienfeld

Maienfeld liegt an der Hauptstrasse 28 von Landquart über die St. Luzisteig nach Balzers sowie an der Autobahn A13. Auf Gemeindegebiet liegen die Ausfahrt 13 (Maienfeld) und Teile der Ausfahrt 14 (Landquart) sowie der Autobahnraststätte Heidiland. Die SBB-Bahnstrecke von Chur nach Sargans und weiter nach St. Gallen oder Zürich bedient den Bahnhof Maienfeld im Halbstundentakt.

## Veranstaltungen und Brauchtum
Jährlich im Oktober findet das Internationale Pferderennen Maienfeld Bad Ragaz statt.
Der wie in ganz Graubünden und weit darüber hinaus einst auch in Maienfeld geübte Osterbrauch des Eiertrööla, das jeweils am Ostersonntag auf dem Eierbühel (Eierhügel) zwischen Rofels und Bovel stattfand, ist heute in Vergessenheit geraten und wird nur noch sehr vereinzelt von Familien im Ort gepflegt.
Ein Höhepunkt im Herbst ist der Wimmlet, wie die Lese der Trauben auch genannt wird. Im September und Oktober helfen dann jeweils bunte Gruppen aus Freunden, Bekannten aber auch Externen den Weinbauern dabei, die Ernte einzufahren.

## Persönlichkeiten

### Söhne und Töchter Maienfelds
- Johannes Comander (um 1484–1557), Theologe und Reformator
- Hortensia Gugelberg von Moos (1659–1715), Ärztin und Schriftstellerin
- Michael Kuoni (1839–1891), Chef des Eidg. Telegraphenbüros und Mundartautor
- Theophil Sprecher von Bernegg (1850–1927), Generalstabschef der Schweizerischen Armee während des Ersten Weltkrieges
- Laura von Albertini (1853–1909), Graphologin
- Hermann Mooser (1891–1971), Biologe und Mediziner
- Fritz Tanner (1923–1996), Theologe und Eheberater

### Weitere Persönlichkeiten
- Konrad Grebel (1498–1526), Mitbegründer der Täuferbewegung, verstarb in Maienfeld an der Pest
- Johann Conrad Meyer (1544–18. Juni 1604), Bürgermeister in Schaffhausen, flüchtete nach einem Konkurs nach Maienfeld und wurde Schullehrer
- Bartholomäus Anhorn der Ältere (1566–1642), evangelisch-reformierter Pfarrer und Historiker in Graubünden und Appenzell, in Maienfeld 1596–1621
- Antonio Molina (* um 1585 in Buseno; † nach 29. Dezember 1650 ebenda), Sohn des Orazio, studierte in Paris, Oberst im Dienst der Franzosen, Oberbürgermeister in Traona (1613–1615), Landvogt in Maienfeld (1630–1631) (1641–1643)[10][11][12]
- John Knittel (1891–1970), Schriftsteller, lebte nach 1938 in Maienfeld
- Hansjörg Trachsel (* 1948), Politiker, wohnt in Maienfeld
- Heinz Nigg (* 1949), Ethnologe und Kulturvermittler, Bürger von Maienfeld und Zürich
- Armon Orlik (* 1995), Schwinger, wohnt in Maienfeld